# Warszawski Dekanat Wojskowy
Warszawski Dekanat Wojskowy – dawny dekanat Ordynariatu Polowego Wojska Polskiego. Został zlikwidowany w 2011 roku przez biskupa Józefa Guzdka.

## Parafie
W skład dekanatu wchodziło 12 parafii:
- Białystok – parafia wojskowa św. Jerzego
- Ciechanów – parafia wojskowa św. Judy Tadeusza
- Kazuń Nowy – parafia wojskowa Chrystusa Króla Wszechświata
- Komorowo – parafia cywilno-wojskowa św. Jozafata Biskupa i Męczennika
- Legionowo – parafia cywilno-wojskowa św. Józefa Oblubieńca NMP
- Siedlce – parafia wojskowa Najświętszego Serca Pana Jezusa
- Skierniewice – parafia wojskowa Wniebowzięcia Najświętszej Maryi Panny
- Warszawa – parafia katedralna Najświętszej Maryi Panny Królowej Polski
- Warszawa - Bemowo – parafia wojskowo-cywilna Matki Bożej Ostrobramskiej
- Warszawa - Rembertów – parafia wojskowa św. Rafała Kalinowskiego
- Warszawa - Wesoła – parafia wojskowa św. Andrzeja Boboli
- Zegrze – parafia wojskowa św. Gabriela Archanioła